# Claviger
Genre
Claviger est un genre de coléoptères de la famille des Staphylinidae.

## Systématique
Selon BioLib (4 décembre 2016), les espèces suivantes sont reconnues :
- Claviger apenninus Baudi di Selve, 1869
- Claviger bartoni Maran, 1936
- Claviger duvali Saulcy, 1863
- Claviger elysius Reitter, 1884
- Claviger emgei Reitter, 1885
- Claviger handmanni Wasmann, 1898
- Claviger intermedius Besuchet, 1961
- Claviger longicornis P.W. & J. Müller, 1818
- Claviger merkli Reitter, 1885
- Claviger montandoni Raffray, 1905
- Claviger nebrodensis Ragusa, 1871
- Claviger nitidus Hampe, 1863
- Claviger oertzeni Reitter, 1885
- Claviger piochardi Saulcy, 1874
- Claviger pouzaui Saulcy, 1862
- Claviger raffrayi Reitter, 1893
- Claviger revelierei Saulcy, 1874
- Claviger saulcyi Brissout de Barneville, 1866
- Claviger skopljensis Karaman, 1959
- Claviger testaceus Preyssler, 1790